# Euglossa anodorhynchi
Euglossa anodorhynchi är en biart som beskrevs av Nemésio 2005. Euglossa anodorhynchi ingår i släktet Euglossa, tribus orkidébin, och familjen långtungebin. Inga underarter finns listade.